# Президент Казахстана
Президе́нт Респу́блики Казахста́н (каз. Қазақстан Республикасының Президенті / Qazaqstan Respublikasynyñ Prezidentı) — глава государства, высшее должностное лицо и верховный главнокомандующий вооружёнными силами Республики Казахстан. Является гарантом Конституции Республики Казахстан, его полномочия определяются её специальным разделом. Деятельность Президента обеспечивается его Администрацией.
С момента учреждения должности 24 апреля 1990 и до 20 марта 2019 президентом Казахстана являлся Нурсултан Назарбаев. 19 марта 2019 в 19:00 он заявил об уходе в отставку по собственному желанию. С 20 марта 2019 обязанности президента Казахстана, согласно конституции, исполнял председатель Сената Парламента Токаев. Нурсултан Назарбаев оставался председателем Совета безопасности до 5 января 2022 года. Он также являлся членом партии «Нур Отан» (ныне «Аманат»).
Первоначально, Токаев должен был оставаться президентом Казахстана до 2020, то есть до истечения срока полномочий Назарбаева. Однако, 9 апреля 2019 было объявлено о проведении внеочередных выборов, назначенных на 9 июня 2019. На прошедших выборах победу одержал Токаев, набрав 70,96 % голосов, и вступил в должность 12 июня 2019.

## Конституционный статус
Президент Республики Казахстан является главой государства, его высшим должностным лицом, определяющим основные направления внутренней и внешней политики государства и представляющим Казахстан внутри страны и в международных отношениях.
Президент Республики Казахстан, согласно конституции:
— символ и гарант единства народа и государственной власти, незыблемости Конституции, прав и свобод человека и гражданина.
— обеспечивает согласованное функционирование всех ветвей государственной власти и ответственность органов власти перед народом.
— имеет право выступать от имени народа и государства.
Президент Республики Казахстан, его честь и достоинство неприкосновенны. Посягательство на честь и достоинство Президента Республики преследуется по закону.
Обеспечение, обслуживание и охрана президента Республики и его семьи осуществляются за счёт государства.

## Знаки отличия президента Республики Казахстан
Президент республики имеет знаки отличия — нагрудный знак и Штандарт президента Республики Казахстан.
Президент республики по должности становится кавалером ордена «Алтын Кыран» («Золотой Орёл»).

## Полномочия
- обращается с ежегодным посланием к народу Казахстана о положении в стране и основных направлениях внутренней и внешней политики Республики;
- назначает очередные и внеочередные выборы в Парламент Республики и его палаты; созывает первую сессию Парламента и принимает присягу его депутатов народу Казахстана; созывает внеочередную сессию Парламента; подписывает представленный Сенатом парламента закон в течение одного месяца, обнародует закон либо возвращает закон или отдельные его статьи для повторного обсуждения и голосования;
- после консультаций с фракциями политических партий, представленных в Мажилисе парламента, вносит на рассмотрение Мажилиса для дачи согласия кандидатуру Премьер-министра Республики; освобождает его от должности; по представлению Премьер-министра определяет структуру Правительства Республики, образует, упраздняет и реорганизует центральные исполнительные органы Республики, не входящие в состав Правительства, назначает на должности членов Правительства Республики; назначает на должность министров иностранных дел, обороны, внутренних дел; освобождает от должностей членов Правительства; принимает присягу членов Правительства; председательствует на заседаниях Правительства по особо важным вопросам; поручает Правительству внесение законопроекта в Мажилис Парламента; отменяет либо приостанавливает полностью или частично действие актов Правительства и Премьер-министра Республики, акимов областей, городов республиканского значения и столицы.
- с согласия Сената Парламента назначает на должности председателя Национального Банка, Генерального прокурора и председателя Комитета национальной безопасности Республики Казахстан; освобождает их от должностей;
- образует, упраздняет и реорганизует государственные органы, непосредственно подчинённые и подотчётные президенту Республики, назначает на должности и освобождает от должностей их руководителей;
- назначает и отзывает глав дипломатических представительств Республики;
- назначает на должность председателя и двух членов Центральной избирательной комиссии, председателя и двух членов Высшей аудиторской палаты и Председателя (с согласия Сената Парламента) и 4 судей Конституционного суда;
- утверждает государственные программы Республики;
- по представлению Премьер-министра Республики утверждает единую систему финансирования и оплаты труда работников для всех органов, содержащихся за счёт государственного бюджета Республики;
- принимает решение о проведении республиканского референдума;
- ведёт переговоры и подписывает международные договоры Республики; подписывает ратификационные грамоты; принимает верительные и отзывные грамоты аккредитованных при нём дипломатических и иных представителей иностранных государств;
- является Верховным главнокомандующим Вооружёнными Силами Республики, назначает на должность и освобождает от должности высшее командование Вооружённых Сил;
- награждает государственными наградами Республики, присваивает почётные, высшие воинские и иные звания, классные чины, дипломатические ранги, квалификационные классы;
- решает вопросы гражданства Республики, предоставления политического убежища;
- осуществляет помилование граждан;
- в случае, когда демократические институты, независимость и территориальная целостность, политическая стабильность Республики, безопасность её граждан находятся под серьёзной и непосредственной угрозой и нарушено нормальное функционирование конституционных органов государства, после официальных консультаций с премьер-министром и председателями Палат Парламента Республики принимает меры, диктуемые названными обстоятельствами, включая введение на всей территории Казахстана и в отдельных его местностях чрезвычайного положения, применение Вооружённых Сил Республики, с незамедлительным информированием об этом Парламента Республики;
- в случае агрессии против Республики либо непосредственной внешней угрозы её безопасности вводит на всей территории Республики или в отдельных её местностях военное положение, объявляет частичную или общую мобилизацию и незамедлительно информирует об этом Парламент Республики;
- формирует подчинённую ему Службу государственной охраны;
- назначает на должность и освобождает от должности Государственного советника Республики Казахстан, определяет его статус и полномочия; формирует Администрацию президента Республики;
- образует Совет Безопасности и иные консультативно-совещательные органы, а также Ассамблею народа Казахстана и Высший Судебный Совет;
- осуществляет другие полномочия в соответствии с Конституцией и законами Республики.

Президент Республики Казахстан на основе и во исполнение Конституции и законов издаёт указы и распоряжения, имеющие обязательную силу на всей территории Республики.
Акты парламента, подписываемые президентом Республики, а также акты президента, издаваемые по инициативе Правительства, предварительно скрепляются соответственно подписью председателя каждой из Палат Парламента либо Премьер-министра, при этом юридическая ответственность за законность данных актов возлагается соответственно на председателя каждой из Палат Парламента либо Премьер-министра.

## Порядок избрания и вступления в должность
Требования к кандидатам в президенты
Президент Республики Казахстан избирается в соответствии с конституционным законом совершеннолетними гражданами Республики на основе всеобщего, равного и прямого избирательного права при тайном голосовании сроком на семь лет.
Президентом Казахстана может быть избран гражданин по рождению, не моложе сорока лет, свободно владеющий государственным языком и проживающий в Казахстане последние пятнадцать лет.
Выдвижение и регистрация кандидатов в президенты
Право выдвижения кандидатов в президенты принадлежит республиканским общественным объединениям, зарегистрированным в установленном порядке.
Выдвижение кандидата в президенты начинается со дня, следующего за днём объявления, и заканчивается за два месяца до выборов.
В случае если на день окончания срока регистрации кандидатов зарегистрировано менее двух кандидатов в президенты, Центральная избирательная комиссия продлевает срок выдвижения кандидатов не более чем на двадцать дней.
Регистрация кандидатов в президенты осуществляется Центральной избирательной комиссией.
Кандидат, набравший более пятидесяти процентов голосов избирателей, принявших участие в голосовании, считается избранным. В случае, если ни один из кандидатов не набрал указанного числа голосов, проводится повторное голосование, в котором участвуют два кандидата, набравшие большее число голосов. Избранным считается кандидат, набравший большее число голосов избирателей, принявших участие в голосовании.
Выборы и регистрация избранного президента
Очередные выборы президента Республики проводятся в первое воскресенье декабря и не могут совпадать по срокам с выборами нового состава Парламента Республики.
Центральная избирательная комиссия на основании протоколов территориальных избирательных комиссий в семидневный срок со дня проведения выборов регистрирует избранного президента Республики.
Вступление в должность президента
Президент вступает в должность с момента принесения народу следующей присяги: «Торжественно клянусь верно служить народу Казахстана, строго следовать Конституции и законам Республики Казахстан, гарантировать права и свободы граждан, добросовестно выполнять возложенные на меня высокие обязанности Президента Республики Казахстан».
Присяга приносится во вторую среду января в торжественной обстановке на государственном языке в присутствии депутатов Парламента, судей Конституционного Суда, Верховного Суда, а также экс-президентов Республики.
Текст присяги на государственном языке:

«Қазақстан халқына адал қызмет етуге, Қазақстан Республикасының Конституциясы мен заңдарын қатаң сақтауға, азаматтардың құқықтары мен бостандықтарына кепілдік беруге, Қазақстан Республикасы Президентінің өзіме жүктелген мәртебелі міндетін адал атқаруға салтанатты түрде ант етемін».
Президент присягает на Конституции Республики. После принесения присяги исполняется Государственный гимн Республики Казахстан. Президенту председателем Центральной избирательной комиссии вручается удостоверение, нагрудный знак, штандарт президента Республики Казахстан и орден «Алтын Кыран» («Золотой Орёл»).
Полномочия действующего президента прекращаются с момента вступления в должность вновь избранного президента, а также в случае досрочного освобождения или отрешения президента от должности либо его кончины. Все бывшие президенты Республики, кроме отрешённых от должности, имеют звание экс-президента Республики Казахстан.
Одно и то же лицо не может быть избрано президентом Республики более одного раза.
В случае досрочного освобождения от должности действующего президента лицо, временно принявшее на себя полномочия президента Республики Казахстан, (председатель Сената, председателя Мажилиса или премьер-министр) приносит присягу в течение одного месяца со дня принятия полномочий президента Республики.

## Досрочное освобождение от должности
Президент Республики Казахстан может быть досрочно освобождён от должности при устойчивой неспособности осуществлять свои обязанности по болезни. В этом случае Парламент образует комиссию, состоящую из равного от каждой Палаты числа депутатов и специалистов в соответствующих областях медицины. Решение о досрочном освобождении принимается на совместном заседании Палат парламента большинством не менее трёх четвертей от общего числа депутатов каждой из Палат на основании заключения комиссии и заключения Конституционного Суда о соблюдении установленных конституционных процедур.
Президент Республики несёт ответственность за действия, совершённые при исполнении своих обязанностей, только в случае государственной измены и может быть за это отрешён от должности Парламентом. Решение о выдвижении обвинения и его расследовании может быть принято большинством от общего числа депутатов Мажилиса по инициативе не менее чем одной трети его депутатов. Расследование обвинения организуется Сенатом, и его результаты большинством голосов от общего числа депутатов Сената передаются на рассмотрение совместного заседания Палат парламента. Окончательное решение по данному вопросу принимается на совместном заседании Палат парламента большинством не менее трёх четвертей от общего числа голосов депутатов каждой из Палат при наличии заключения Верховного Суда об обоснованности обвинения и заключения Конституционного Суда о соблюдении установленных конституционных процедур. Непринятие окончательного решения в течение двух месяцев с момента предъявления обвинения влечёт за собой признание обвинения против президента Республики отклонённым. Отклонение обвинения президента Республики в совершении государственной измены на любой его стадии влечёт за собой досрочное прекращение полномочий депутатов Мажилиса, инициировавших рассмотрение данного вопроса.
Вопрос об отрешении президента Республики от должности не может быть возбуждён в период рассмотрения им вопроса о досрочном прекращении полномочий Парламента Республики или Мажилиса парламента.
В случае досрочного освобождения или отрешения от должности президента Казахстана, а также его смерти полномочия президента на оставшийся срок переходят к Председателю Сената Парламента (Маулен Ашимбаев); при невозможности председателя Сената принять на себя полномочия президента они переходят к Председателю Мажилиса Парламента; при невозможности председателя Мажилиса принять на себя полномочия президента они переходят к Премьер-министру Республики. Лицо, принявшее на себя полномочия президента Республики, складывает с себя соответственно полномочия Председателя Сената, председателя Мажилиса, Премьер-министра. В этом случае замещение вакантных государственных должностей осуществляется в порядке, предусмотренном Конституцией.

## Ограничения президента
Президент Казахстана не может быть депутатом представительного органа, занимать иные оплачиваемые должности и осуществлять предпринимательскую деятельность.
На период осуществления своих полномочий Президент Республики Казахстан не должен состоять в политической партии. В течение десяти дней с момента принесения присяги Президент должен выйти из политической партии.
Близкие родственники Президента Республики Казахстан не вправе занимать должности политических государственных служащих, руководителей субъектов квазигосударственного сектора. Близкие родственники Президента Республики Казахстан, занимающие должности политических государственных служащих, руководителей субъектов квазигосударственного сектора, должны подать в отставку либо освободить занимаемую должность в течение месяца с момента принесения присяги Президентом Республики Казахстан.

## Обеспечение деятельности президента

Резиденция президента Республики Казахстан

Обеспечение, обслуживание и охрана президента Республики и его семьи осуществляются за счёт республиканского бюджета.
Президенту Республики предоставляется заработная плата и ежегодный оплачиваемый отпуск сроком сорок пять календарных дней.
На период пребывания на посту президент обеспечивается резиденциями на территории страны, служебной квартирой в столице и государственной дачей.
Президент обеспечивается автомобильным транспортом специального назначения, специально оборудованными самолётами и вертолётами, а также иными видами специально оборудованных транспортных средств.
Жилищное и транспортное обслуживание президента Республики и членов его семьи обеспечивается Управлением делами президента Республики Казахстан, а также в соответствии с их компетенцией Службой государственной охраны и Комитетом национальной безопасности.
Медицинское, санаторно-курортное обслуживание президента и членов его семьи обеспечивается Управлением делами президента Республики Казахстан.
Обеспечение специальными средствами связи осуществляется Службой государственной охраны.
На весь период деятельности президента Республики образуется и формируется личная библиотека и личный архив президента Республики.
Охрана президента возлагается на Службу государственной охраны, охране подлежат супруга (супруг) президента и другие совместно проживающие члены семьи.

## Статус экс-президента
Все бывшие президенты, кроме отрешённых от должности, имеют звание экс-президента Республики Казахстан.
Экс-президент вправе присутствовать на совместных заседаниях палат Парламента, торжественных заседаниях, посвящённых вступлению в должность нового президента, государственным праздникам Республики, и иных мероприятиях, проводимых государством.
Экс-президент, его честь и достоинство неприкосновенны. Посягательство на честь и достоинство экс-президента преследуется по закону.
Обеспечение, обслуживание и охрана экс-президента и его семьи осуществляются за счёт государства.
Экс-президенту пожизненно полагаются следующие привилегии:
1) решением действующего президента устанавливается пенсия в размере восьмидесяти процентов от должностного оклада действующего президента. При этом пенсия экс-президента повышается с учётом роста должностного оклада действующего президента;
2) предоставляются квартира и государственная дача с необходимым обслуживанием, личная охрана, персональный автомобиль с водителями, бесплатные проезд по стране, медицинское обслуживание и санаторно-курортное лечение.
Экс-президент не несёт ответственность за действия, связанные с исполнением им полномочий президента Республики, за исключением случаев совершения государственной измены.

## Первый президент Казахстана
Первый президент Республики Казахстан (Нурсултан Абишевич Назарбаев) имел особое положение, закреплённое в конституции и законодательстве страны.
Пункт 5 статьи 42 конституции Казахстана определял условие, что один человек не может быть избран президентом более 2-х раз подряд, делая при этом исключение для первого президента.
Пункт 4 статьи 46 конституции Казахстана оговаривал особое положение первого президента Республики Казахстан (Нурсултана Назарбаева): его статус и полномочия определяются не только Конституцией, но и отдельным конституционным законом.
Согласно этому закону, первый президент обладал полной, безусловной и бессрочной неприкосновенностью за все действия, совершённые им во время нахождения в должности. Он также до конца жизни сохранял статус государственного деятеля, право обращения к народу Казахстана, охрану, связь, транспорт, государственное обеспечение деятельности, а также в его собственность переходила служебная квартира и дача с государственным обеспечением их обслуживания; отдельно оговаривалось медицинское, санаторное, пенсионное обеспечение и страхование. В честь первого президента учреждаются государственный орден и государственная премия, создаются фонд, личная библиотека и архив.
После референдума о конституционных поправках, прошедшего 5 июня 2022 года из конституции были исключены все упоминания о «Елбасы», а также введены ограничения в один президентский срок на 7 лет. 15 февраля 2022 года Касым-Жомартом Токаевым был подписан Конституционный закон Республики Казахстан «О признании утратившим силу Конституционного закона Республики Казахстан «О Первом Президенте Республики Казахстан – Елбасы»

## История должности

### 1990—1995
24 апреля 1990 года Верховный Совет Казахской ССР (высший орган власти в республике) учредил должность президента Казахской ССР, приняв Закон «Об учреждении поста Президента Казахской ССР и внесении изменений и дополнений в конституцию (основной закон) Казахской ССР». В этот же день Верховный Совет избрал президентом Нурсултана Назарбаева. На момент избрания Назарбаев уже руководил Казахстаном с 22 июня 1989 года в должности Первого секретаря ЦК Коммунистической партии Казахской ССР.
1 декабря 1991 года состоялись первые всенародные выборы президента Казахстана. Выборы были безальтернативными, единственный кандидат — Нурсултан Назарбаев — победил с 98,78 % голосов при явке избирателей 88,2 %.
10 декабря 1991 года Нурсултан Назарбаев подписал закон о переименовании Казахской ССР в Республику Казахстан (данный закон был принят в связи с распадом СССР), того же числа постановлением Верховного совета Республики Казахстан № 1001 — XII была назначена его инаугурация в качестве президента Республики Казахстан.
16 декабря 1991 года Верховный Совет Казахской ССР провозгласил государственную независимость Казахстана.
28 января 1993 года Верховный Совет Казахстана принял новую конституцию, заменившую прежнюю, действовавшую ещё с советского времени, в которой ещё оставалось наименование «Казахская ССР». По этой конституции, президент избирался всенародным голосованием на пять лет, пребывание одного человека в должности было ограничено двумя сроками.
29 апреля 1995 года в Казахстане был проведён референдум по продлению полномочий президента Казахстана Нурсултана Назарбаева до 1 декабря 2000 года. За это высказалось 95,46 % избирателей при явке 91,26 %.
30 августа 1995 года на референдуме была принята новая конституция Республики Казахстан. По этой конституции президент избирался всенародным голосованием на 5 лет. Президент должен был быть гражданином Казахстана по рождению, не моложе 40 лет, свободно владеть государственным (казахским) языком, проживать в Казахстане не менее 15 лет и имеющий высшее образование. Один человек не может занимать пост президента более двух сроков подряд (не распространяется на первого президента РК). Выборы президента признавались состоявшимися, только если в них приняли участие более 50 % избирателей.

### 1998—2000
7 октября 1998 года в конституцию Казахстана были внесены изменения, в том числе касающиеся президента — срок его полномочий был увеличен до 7 лет, минимальный возраст президента был увеличен до 40 лет, отменена необходимость обязательного участия 50 % избирателей в президентских выборах, были также отменены ограничения по максимальному возрасту президента, одновременно с отменой аналогичного ограничения для всех государственных служащих Казахстана. Одновременно со внесением изменений в конституцию были назначены внеочередные выборы президента.
10 января 1999 года состоялись вторые (внеочередные) всенародные выборы президента Казахстана. Нурсултан Назарбаев победил, получив 79,78 % голосов, и остался в должности на следующие 7 лет. Единственный оппозиционный кандидат Серикболсын Абдильдин (Компартия Казахстана) получил 11,7 %.
ОБСЕ отказалось присылать наблюдателей на президентские выборы 1999 года, обнаружив множество нарушений Казахстаном взятых на себя обязательств по процедуре и практике проведения выборов, в том числе из-за отстранения от выборов из-за мелких административных правонарушений возможных кандидатов и пристрастности средств массовой информации.
20 июня 2000 года Конституционный совет Республики Казахстан издал официальное толкование пункта 5 статьи 42 конституции Республики Казахстан. Согласно этому пункту, одно и то же лицо не имеет права занимать должность президента более двух сроков подряд. Конституционный совет постановил:
Данное конституционное положение не распространяется на лицо, осуществлявшее полномочия президента Казахской ССР и Республики Казахстан до избрания его на эту должность 10 января 1999 года в соответствии с конституцией Республики 1995 года.

### 2005—2011
4 декабря 2005 года состоялись третьи всенародные выборы президента Казахстана. Действующий президент Нурсултан Назарбаев победил, получив 91,15 % голосов избирателей, оставшись в должности на следующие 7 лет. Жармахан Туякбай, кандидат от оппозиции, получил 6,61 % голосов. Впервые в истории страны были проведены теледебаты между кандидатами, в которых, однако, не принимал участия Нурсултан Назарбаев.
21 мая 2007 года в конституцию Казахстана вновь были внесены изменения, в том числе касающиеся поста президента. Снова было введено правило, что один и тот же человек не может занимать пост президента более двух сроков подряд, сам срок исполнения полномочий президента был уменьшен до 5 лет (ранее было 7 лет), введено правило, что президент должен постоянно жить в Казахстане последние 15 лет (ранее время проживания в Казахстане никак не определялось, только его срок). Кроме того, в конституции было зафиксировано особое положение Нурсултана Назарбаева, на которого теперь не распространяется ограничение по срокам пребывания в должности, а статус первого президента Казахстана определяется отдельным конституционным законом.
15 июня 2010 года — день появления нового института власти «Елбасы» или «Лидер Нации» на эту должность назначен действующий тогда президент. По одному из предположений газеты «Комсомольская Правда», для лидера нации будет обеспечено пожизненное президентство. Стоит заметить, что ранее данные изменения президент Казахстана Нурсултан Назарбаев отклонил, об этом 3 июня 2010 сообщал Интерфакс.

#### Вопрос о референдуме 2011
На 2012 год в Казахстане были запланированы очередные выборы президента.
Однако 23 декабря 2010 года на форуме в Усть-Каменогорске ряд общественных деятелей Казахстана предложил продлить полномочия президента страны до 2020 года. Для этого, по их мнению, следовало провести общереспубликанский референдум. Выступая на форуме, общественный деятель Олжас Сулейменов заявил, что действующего президента не следует отвлекать «от решения важных задач» проведением выборов. «Результат выборов всё равно был бы известен, но ради этого тратить сотни миллионов на подготовку проведения выборов едва ли стоит», — сказал он. Аудитория отреагировала на эти слова аплодисментами.
27 декабря 2010 года Центральной избирательной комиссии (ЦИК) Республики Казахстан прошло заседание, в ходе которого было рассмотрено заявление инициативной группы по проведению республиканского референдума о продлении срока президентских полномочий «Лидера нации». В ходе заседания было принято решение о регистрации инициативной группы.
Спустя три дня инициативная группа по референдуму собрала 314 621 подпись казахстанцев. В соответствии с законодательством о назначении референдума, инициаторам необходимо было собрать не менее 200 тысяч подписей граждан, в равной мере представляющих все области, города Астана и Алма-Аты, то есть не менее, чем 12,5 тысяч подписей в каждом регионе. В этот же день мажилис (нижняя палата парламента) Казахстана принял обращение к президенту Казахстана Нурсултану Назарбаеву о внесении изменений в Конституцию о назначении референдума по продлению его президентских полномочий до декабря 2020 года. За проект данного постановления об обращении к президенту нижняя палата проголосовала единогласно.
6 января 2011 года сенат (верхняя палата парламента) Казахстана на пленарном заседании поддержал обращение депутатов к главе государства Нурсултану Назарбаеву о назначении им проведения республиканского референдума по продлению его президентских полномочий до конца 2020 года.
Сам же Президент Казахстана отклонил предложения парламента о вынесении на республиканский референдум изменений и дополнений в Конституцию Республики Казахстан по продлению полномочий действующего президента без всенародных выборов до 2020 года. Соответствующий указ главы государства опубликован в пятницу 7 января 2011. 13 января 2011 ЦИК Казахстана утвердил Итоговый протокол о результатах проверки достоверности подписей граждан страны. Всего было собрано 5 миллионов 16 тысяч подписей или 55,2 % от общего числа граждан Казахстана, имеющих право участвовать в республиканском референдуме. 194 тысячи подписей в результате проверки территориальными избирательными комиссиями признаны недействительными.
14 января 2011 года парламент Казахстана единогласно принял поправки в конституцию страны, которые предусматривают продление полномочий Нурсултана Назарбаева путём референдума до 2020 года, но президент не подписал поправки в конституцию о проведении референдума по продлению его полномочий до 2020 года и 17 января направил их на рассмотрение в Конституционный совет.
31 января Конституционный совет Казахстана признал закон о замене выборов на референдум неконституционным и принял решение отказать в проведении референдума по вопросу продления полномочий президента Казахстана Нурсултана Назарбаева по причине «неточности формулировок». В этот же день, выступая с обращением к народу, президент согласился с решением совета, и предложил провести досрочные президентские выборы. Тем самым почти на два года сокращается срок его нынешних полномочий.
2 февраля 2011 на совместном заседании палат парламента была принята поправка в Конституцию, наделяющая президента страны правом объявления досрочных президентских выборов, а 3 февраля Мажилис (нижняя палата парламента) одобрил законопроект, регламентирующий проведение в Казахстане досрочных президентских выборов. Согласно законопроекту, внеочередные президентские выборы назначаются решением президента и проводятся в двухмесячный срок после их назначения.
Президент республики Нурсултан Назарбаев подписал указ о проведении внеочередных выборов президента Казахстана 3 апреля 2011 года.

### 2011—2019
3 апреля 2011 года состоялись внеочередные выборы президента Казахстана. Нурсултан Назарбаев, получивший более 95 процентов голосов, переизбран на четвёртый срок.
26 апреля 2015 года состоялись досрочные выборы президента Казахстана.
19 марта 2019 года президент Нурсултан Назарбаев ушёл в отставку за год до истечения срока.

### 2022
17 сентября 2022 года Касым-Жомарт Токаев подписал поправки в конституцию, согласно которым срок полномочий президента будет составлять 7 лет без права переизбрания.

## Президент Казахской ССР и Республики Казахстан
Список президентов Казахской ССР и Республики Казахстан:
| Аманат
| КПСС
| Беспартийный
| № | # срок    | Президент           | Фотография     | Срок президентства | Срок президентства          | Длительность правления | Партийность                              |
| - | --------- | ------------------- | -------------- | ------------------ | --------------------------- | ---------------------- | ---------------------------------------- |
| 1 | 1         | Нурсултан Назарбаев |                | 24 апреля 1990     | 1 декабря 1991              | 586 дней               | Коммунистическая партия Советского Союза |
| 1 | 2         | Нурсултан Назарбаев | 1 декабря 1991 | 29 апреля 1999     | 2706 дней                   | Беспартийный           |                                          |
| 1 | 3         | Нурсултан Назарбаев | 29 апреля 1999 | 4 декабря 2005     | 2411 дней                   | РПП «Отан»             |                                          |
| 1 | 4         | Нурсултан Назарбаев | 4 декабря 2005 | 4 апреля 2011      | 1947 дней                   | РПП «Отан»             |                                          |
| 1 | 4         | Нурсултан Назарбаев | 4 декабря 2005 | 4 апреля 2011      | 1947 дней                   | НДП «Нур Отан»         |                                          |
| 1 | 5         | Нурсултан Назарбаев | 4 апреля 2011  | 26 апреля 2015     | 1483 дней                   |                        |                                          |
| 1 | 5         | Нурсултан Назарбаев | 4 апреля 2011  | 26 апреля 2015     | 1483 дней                   | «Нур Отан»             |                                          |
| 1 | 6         | Нурсултан Назарбаев | 26 апреля 2015 | 20 марта 2019      | 1423 дня (итого 10556 дней) |                        |                                          |
| 2 | 0 (и. о.) | Касым-Жомарт Токаев |                | 20 марта 2019      | 12 июня 2019                | 84 дня                 |                                          |
| 2 | 1         | Касым-Жомарт Токаев | 12 июня 2019   | 20 ноября 2022     | 1257 дней (итого 1341 день) | Аманат                 |                                          |
| 2 | 2         | Касым-Жомарт Токаев | 20 ноября 2022 | действующий        | 999 дней                    | Беспартийный           |                                          |

Примечание:
1) Нурсултан Абишевич Назарбаев находился во главе Казахстана с 22 июня 1989 года, когда был избран первым секретарём ЦК Компартии Казахской ССР.
2) Согласно обновлённому пункту 5 статьи 42 конституции Республики Казахстан, предусматривается:

Одно и то же лицо не может быть избрано Президентом Республики более одного раза.— Конституция Республики Казахстан (принята на республиканском референдуме 30 августа 1995 года; с изменениями и дополнениями по состоянию на 19.09.2022 г.)